# Mus cervicolor
Mus cervicolor é uma espécie de roedor da família Muridae.
Pode ser encontrada nos seguintes países: Camboja, Índia, possivelmente Indonésia, Laos, Myanmar, Nepal, Tailândia e Vietname.